# Нова България (1876 – 1877)
Вижте пояснителната страница за други значения на Нова България.
„Нова България“ с подзаглавие Вестник политически и книжевни е български вестник, издаван в Букурещ, Румъния, в периода май 1876 – април 1877 година.
Това е последното периодично издание, замислено и издавано от Христо Ботев. Под редакцията на Ботев е публикуван брой № 1 (от 5 май 1876 година. След Ботев негов редактор става Рашко Блъсков с псевдоним Р. И. Белобрадов до брой № 52. От брой № 53 до последния брой № 75, „Нова България“ е редактиран от Стефан Стамболов.
Вестникът си поставя за цел да отразява основните тенденции в емигрантските политически среди, като оказва осезаема поддръжка на революционерите-демократи. Още в първия брой вестникът се афишира като „политически и книжевни“. Това определя и неговата тематична насоченост. Информацията във вестника е с широк обхват на вече посочената проблематика. Преобладаващата част от основните статии във всички броеве е с информативна, анализаторска по своята същност насоченост. Те засягат предимно проблеми с национално значение, като се имат предвид изключително политиката на Великите сили спрямо Османската империя в контекста на Източния въпрос, а също така и неврологичните точки на Балканите, където се очаква ескалация на националните съпротивителни сили срещу империята. В броевете намират място и съобщения за благотворителната и духовно-културната дейност на някои среди от българската емигрантска интелигенция в Румъния. Вестникът е предназначен за широки кръгове читатели от България и Румъния.